# بحر كورو

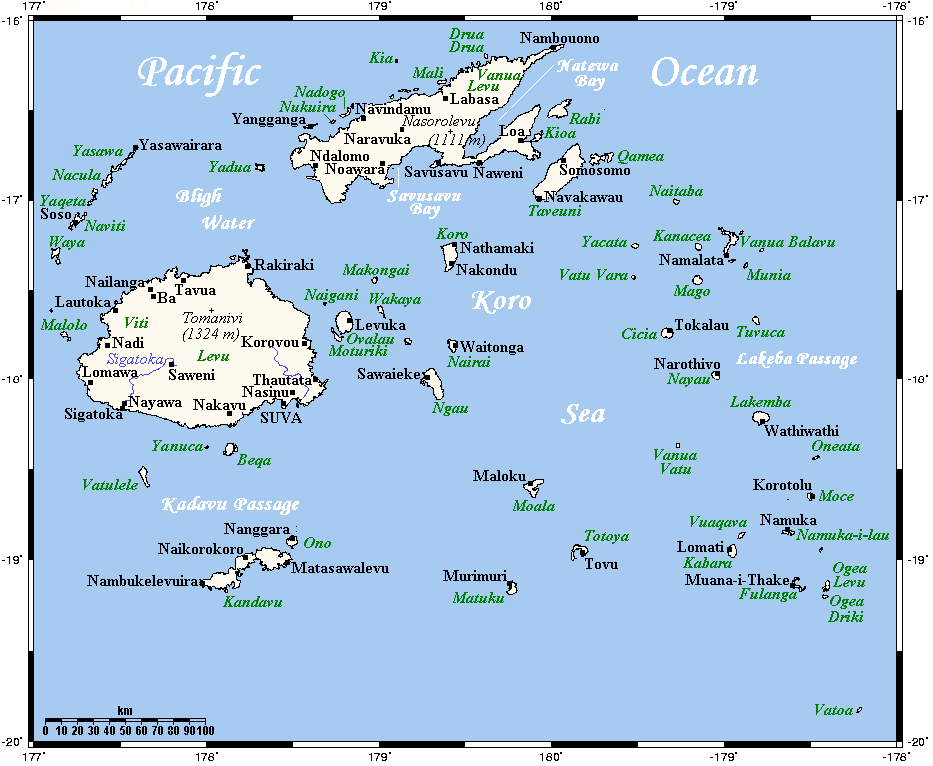
تظهر خريطة فيجي بحر وجزيرة كورو

بحر كورو هو بحر يقع في المحيط الهادئ بين جزيرة فيتي ليفو، وتقع فيجي غرب جزر لاو إلى الشرق، تحاط بجزر فيجي مجموعة جزر فيجيان. تمت التسمية تيمنًا باسم جزيرة كورو.